# Brockhausen (westfälisch-kurländisches Adelsgeschlecht)

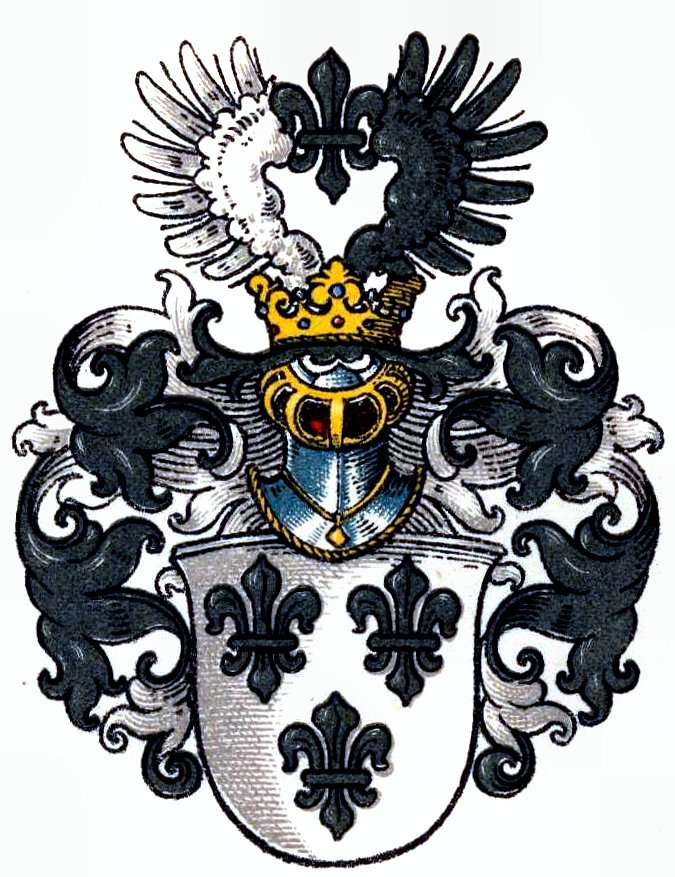
Wappen derer von Brockhausen im Wappenbuch des Westfälischen Adels

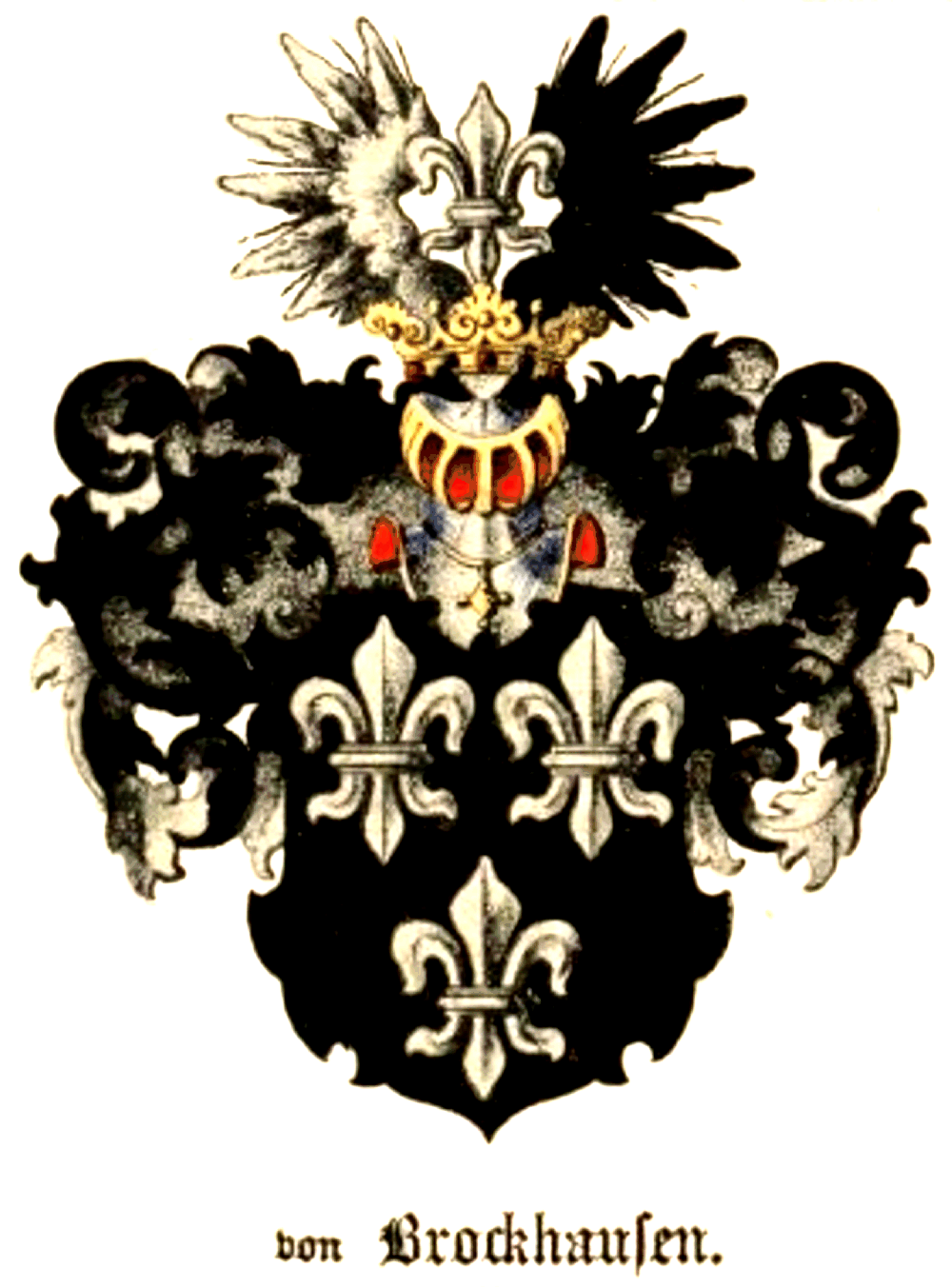
Wappen derer von Brockhausen im Baltischen Wappenbuch

Die Herren von Brockhausen (auch: Brochausen, Brockhusen, Brockhuss o. ä.) waren ein westfälisch-baltisches Adelsgeschlecht.
Eine Stammesverwandtschaft mit den niedersächsisch-pommerschen Herren von Brockhusen oder den livländischen Herren von Brockhausen besteht nicht.

## Geschichte
Das Geschlecht entstammt der Grafschaft Arnsberg in Westfalen. Stammsitz der Familie war Schloss Bruchhausen in Bruchhausen bei Arnsberg. Nach Fahne waren folgende Personen wahrscheinlich Familienmitglieder: Conrad von Bochusen (1210), Ritter Godescalk v. Brochusen (auch Broichusen) (1229, 1289), Hermann von Brockhausen (1250), Franco von Brockhausen (1253), Ritter Conrad von Brockhausen (1256) und Meinrich von Brockhausen (1288). Allesamt erscheinen im Gefolge der Grafen von Arnsberg. Darüber hinaus erhielt ein Heinrich von Brockhausen 1281–1313 umfangreiche Güter vom Grafen von Arnsberg zum Lehen. Schon 1369 war Bruchhausen nicht mehr im Besitz der Familie. Bei Fahne findet sich eine Stammtafel der Familie in Westfalen ab Anfang des 15. Jahrhunderts, u. a. zu Haus Ostwig und Bestwig.
Anfang des 16. Jahrhunderts kam die Familie nach Kurland. Hier wurde sie am 30. Juli 1631 in der 1. Klasse der Adelsmatrikel des Herzogtums Kurland und Semgallen verzeichnet.
Hillebrannth von Brockhussen wurde 1526 vom Ordensmeister Wolter von Plettenberg mit Land und Gütern im Kirchspiel Doblen belehnt. 1541 quittierte Hildebranth von Brockhussen seinem Stiefsohn Wilhelm von Mhedem über die Rückzahlung einer Schuld. Nach herzoglichen Lehnsakten verkaufte Hilbranth von Brockhussen 1590 mit fürstlicher Bewilligung das Gut Behrsen an Wilhelm von Mhedem. Zu dem Gut gehörten fünf Gesinde: Antsessen, Janke-Ritz, Patessen, Ritz-Annus, Patkul-Martinsen und Pompor.
Nach einer Ahnentafel war Hildebrandt von Brockhuss der Sohn von Johann von Brockhuss aus dessen Ehe mit einer von Gaugreben. Hildebrandt war vermählt mit Ottilia von Treyden. Deren Sohn Johann von Brockhausen war mit Margarethe von Pahlen verheiratet und hatte mit ihr einen Sohn namens Hildebrandt, der wiederum mit Anna von Grotthuss verheiratet war. Letzteres Ehepaar hatte einen Sohn Johann von Brockhausen.
Die Familie erlosch Anfang des 19. Jahrhunderts im Mannesstamm.

## Wappen
Blasonierung des Wappens im Wappenbuch des Westfälischen Adels: In Silber drei (2:1) schwarze Lilien. Auf dem gekrönten Helm eine schwarze Lilie zwischen einem silbernen und einem schwarzen Flügel. Die Helmdecken sind schwarz-silbern.
Wappen im Baltischen Wappenbuch: In Schwarz drei (2:1) silberne Lilien. Auf dem gekrönten Helm eine silberne Lilie zwischen einem silbernen und einem schwarzen Flügel. Die Helmdecken sind schwarz-silbern.
Weitere Wappendarstellung des kurländischen Wappens:

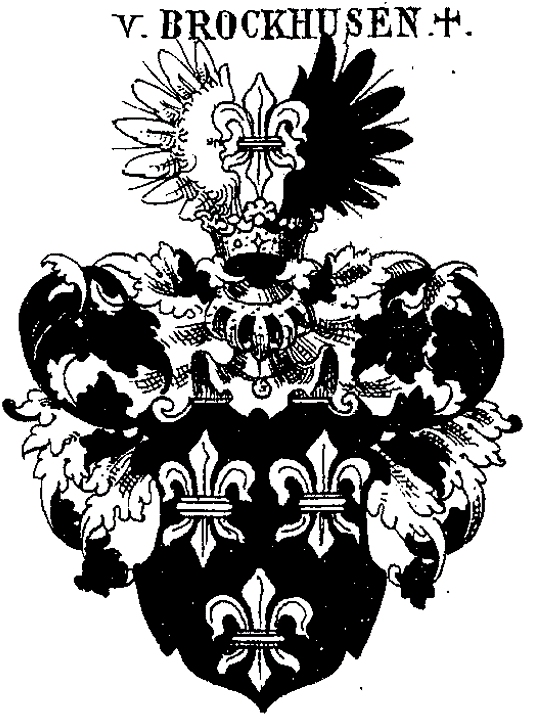
Kurländisches Wappen derer von Brockhausen